# シリン (ウズベキスタン)

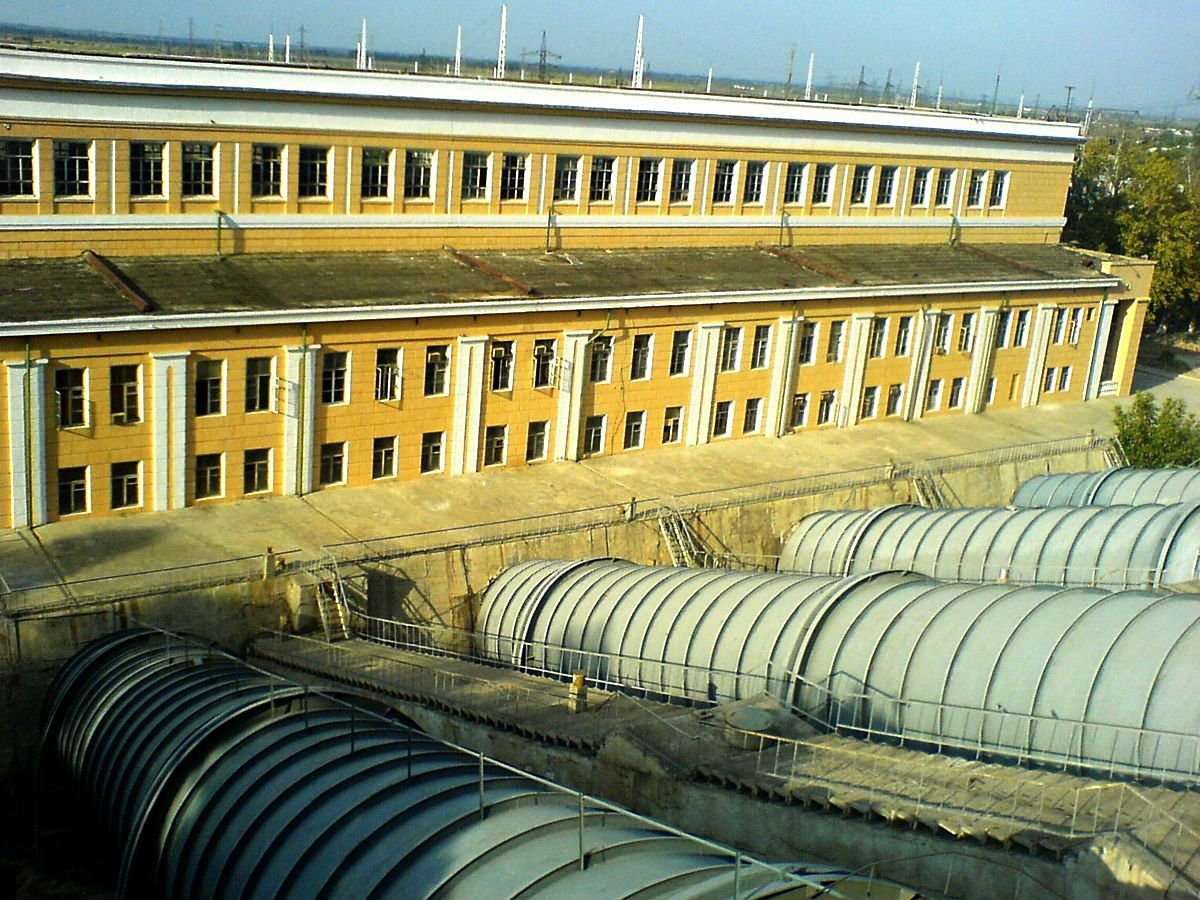
ファルハドダム

シリン (ウズベク語: Shirin / Ширин、ロシア語: Ширин、ラテン文字:Shirin) はウズベキスタン・シルダリヤ州の都市である。タジキスタンとの国境付近、シルダリヤ川沿岸にある。州都のグリスタンからは南東に約50kmの地点にある。2012年現在の人口は16,336人となっている。

## 歴史
1942年より1948年にかけてシルダリヤ川流域に水力発電のためファルハドダムが近くに建設され街の基礎ができた。この発電所での作業にはシベリア抑留で連行されてきた日本人捕虜も関わっている。
1972年、シルダリヤ火力発電所 (ソビエト連邦有数の発電所) が建設される過程で鉄道駅と街が建設された。